# Rubraea periphanes
Rubraea periphanes is een vlinder uit de familie van de Nymphalidae. De wetenschappelijke naam van de soort is voor het eerst voorgesteld, als Acraea periphanes, door Charles Oberthür in een publicatie uit 1893.
De soort komt voor in de beboste savannes en moerassige graslanden van Congo-Kinshasa (Opper-Lomami, Lualaba, Opper-Katanga), West-Tanzania, Angola, Noord-Zambia, Malawi en Mozambique.